# 아이언맨 (영화)
《아이언맨》(영어: Iron Man)은 2008년에 개봉한 마블 코믹스의 캐릭터 아이언맨을 원작으로 하여 만들어진 슈퍼히어로 액션 영화이다. 마블 시네마틱 유니버스를 기반으로 한 첫 영화이자 마블 스튜디오에서 제작한 첫 번째 영화다. 감독은 존 패브로이다. 억만장자 사업가이자 천재 공학자인 토니 스타크가 아이언맨이라 불리는 무장 슈트를 만들어 평화를 지키기 위해 노력하는 이야기이다.

## 줄거리
고인이 된 아버지 하워드 스타크로부터 방위산업체 스타크 인더스트리를 물려받은 토니 스타크는 최측근이자 군 연락관인 제임스 로즈와 함께 전쟁으로 황폐화된 아프가니스탄을 방문하여 새로운 '제리코' 미사일을 시연한다. 시연 이후 그의 호위 차량이 테러 조직 텐 링스의 습격을 받고, 스타크는 공격자들이 사용한 미사일—자신의 회사 제품—에 의해 중상을 입는다. 그는 텐 링스에 의해 납치되어 동굴에 감금된다. 같이 붙잡힌 의사 인센은 스타크의 가슴에 전자석을 이식하여 그를 부상입힌 파편이 심장에 도달해 사망하는 것을 막는다. 텐 링스의 수장 라자는 스타크에게 자유와 교환으로 조직을 위한 제리코 미사일 제작을 제안하지만, 스타크와 인센은 라자가 약속을 지키지 않을 것이라고 믿는다.
스타크와 인센은 비밀리에 소형이지만 강력한 전기 발전기인 아크 원자로를 만들어 스타크의 전자석에 전원을 공급하고, 탈출을 돕기 위한 원형 장갑 수트를 제작한다. 그들이 수트를 숨겼음에도 불구하고 텐 링스는 그들의 의도를 알아채고 작업장을 공격한다. 인센은 수트에 전원이 공급되는 동안 그들의 주의를 돌리기 위해 자신을 희생한다. 장갑을 입은 스타크는 동굴에서 싸워 빠져나와 죽어가는 인센을 발견한 뒤, 텐 링스의 무기를 불태우고 날아오르지만 사막에 추락해 수트가 파괴된다. 로즈에 의해 구조된 스타크는 귀국 후 회사의 무기 제조를 중단할 것이라고 발표한다. 아버지의 오랜 동업자이자 회사 경영자인 오바다이어 스테인은 이로 인해 스타크 인더스트리가 파산하고 아버지의 유산이 망가질 것이라며 스타크에게 조언한다. 스타크는 자택 작업실에서 원형을 시험한 후 즉흥적으로 만든 장갑 수트의 더 세련되고 강력한 버전과 그것을 위한 더 강력한 아크 원자로를 제작한다. 개인 비서 페퍼 포츠는 원래의 원자로를 작은 유리 진열장 안에 보관한다. 스테인이 세부 사항을 요청하지만 의심을 품은 스타크는 자신의 작업을 비밀에 부치기로 한다.
자선 행사에서 기자 크리스틴 에버하트는 스타크에게 그의 회사 무기가 최근 텐 링스에 전달되어 인센의 고향 마을을 공격하는 데 사용되고 있다고 알린다. 스타크는 새 장갑을 입고 아프가니스탄으로 날아가 테러리스트들을 물리치고 마을 주민들을 구한다. 귀국 비행 중 스타크는 공군의 요격을 받는다. 그는 공격을 멈추기 위해 전화로 로즈에게 자신의 정체를 밝힌다. 한편 텐 링스는 스타크의 원형 수트 조각들을 수집하고 스테인과 만난다. 스테인은 텐 링스에게 무기를 밀매해왔으며, 그들을 고용해 스타크를 살해하도록 하여 스타크 인더스트리의 CEO 자리를 차지하려는 쿠데타를 계획했다. 그는 라자를 제압하고 그와 나머지 조직원들을 살해한다. 스테인은 잔해로부터 거대한 새 장갑 수트를 역설계한다. 회사의 불법 선적을 추적하고자 한 스타크는 포츠에게 데이터베이스 해킹을 지시한다. 그녀는 스테인이 텐 링스를 고용해 스타크를 살해하려 했으나, 조직이 스타크의 무기에 직접 접근할 수 있다는 것을 깨닫고 계약을 파기했음을 알아낸다. 포츠는 정보기관인 S.H.I.E.L.D.의 필 콜슨 요원을 만나 스테인의 행적을 알린다.
스테인의 과학자들이 스타크의 소형화된 아크 원자로를 복제하지 못하자, 스테인은 스타크의 집에 침입해 그의 가슴에서 원자로를 빼앗는다. 스타크는 가까스로 원래의 원자로로 교체한다. 포츠와 여러 S.H.I.E.L.D. 요원들이 스테인을 체포하려 하지만, 그는 수트를 입고 그들을 제압한다. 스타크는 스테인과 싸우지만 새 원자로 없이는 수트를 최대 성능으로 가동할 수 없어 열세에 놓인다. 싸움은 스타크 인더스트리 건물 꼭대기로 이어지고, 스타크는 포츠에게 건물에 전원을 공급하는 대형 아크 원자로의 과부하를 지시한다. 이로 인해 대규모 전기 서지가 발생하여 스테인이 원자로 안으로 추락해 폭발로 사망한다. 다음 날 기자회견에서 스타크는 언론이 '아이언맨'이라고 부르는 슈퍼히어로가 자신임을 공개적으로 인정한다.
후크레딧 장면에서 S.H.I.E.L.D. 국장 닉 퓨리가 스타크의 집을 방문하여 그가 '더 큰 세계'의 일부가 되었다고 말하며, '어벤저 계획'에 대해 논의하고 싶다고 한다.

## 배역
- 토니 스타크 / 아이언맨 역: 로버트 다우니 주니어

스타크 인더스트리의 2대 총수이자 아이언맨
- 제임스 로드 중령 역: 테런스 하워드

공군중령으로 토니 스타크의 절친.
- 오베디아 스탠 역: 제프 브리지스

스타크 인더스트리의 이사. 스타크 인더스트리를 강탈하려는 야욕을 갖고 있다.
- 버지니아 페퍼 포츠 역: 귀네스 팰트로

토니 스타크의 비서이자 연인.
- 크리스틴 에버하트 역: 레슬리 비브
- 호 인센 역: 숀 토브
- 라자 역: 파란 타히르
- 아부 바카르 역: 사예드 바드레야
- 게이브리얼 장군 역: 빌 스미트로비치
- 필 콜슨 요원 역: 클라크 그레그
- 엘런 역 : 팀 귀니

## 영화에 등장하는 슈트
- Mk.1

동굴에서 만들어진 슈트. 호 인센과 공동개발.
- Mk.2

Mk.1 단점과 모형을 바꾸었다. 기본적인 아이언맨 하면 떠오르는 디자인이 적용되었다.강철로 만들었다. 가장 큰 특징으로는 인공지능 자비스가 추가되어 슈트를 음성으로 제어하고 슈트를 분석해 자동으로 슈트에 최적화된 모드로 전환시켜 준다
- Mk.3

Mk.2 단점만 바꾸었다. 겉 면이 골드 티타늄 알로이로 변하면서 기본적인 색감이 빨간색이 금색으로 도색되었다.
- 아이언 몽거

Mk.1의 설계도를 토대로 오비디아 스탠이 만든 슈트다. 하지만 Mk.1 보다 크다. 토니 스타크가 사용하고 있는 아크리엑터를 훔쳐 만들었다.

## 한국어 더빙 성우진(KBS)
- 홍시호 - 토니 스타크(로버트 다우니 주니어)
- 설영범 - 오베디아(제프 브리지스)
- 김지혜 - 페퍼 포츠(귀네스 팰트로)
- 김소형 - 제임스 로드(테런스 하워드)
- 오세홍 - 호 잉센(숀 토브) / 엘런(팀 귀니)
- 강구한 - 라자(파란 타히르) / 윌리엄(피터 빌링슬리)
- 임채헌 - 필 콜슨(클라크 그레그)
- 서지연 - 크리스틴(레슬리 비브)
- 이광수 - 해피 호건(존 패브로) / 군인 / 해설(윌 라이먼)
- 석원희 - 프렛(가렛 노엘)
- 이미향 - 라미레즈(에일린 와이징어) / 아미라 아메드 (나자닌 보니아디)
- 장민혁 - 자비스(폴 베타니) / 지미(케빈 포스터)
- 유해무 - 닉 퓨리(새뮤얼 L. 잭슨) / 게이브리얼(빌 스미트로비치) / 짐 크레이머(본인)

## 트리비아
- 영화배우 톰 크루즈는 아이언맨의 토니 스타크의 배역을 너무나 받고 싶어했다. 크루즈는 자신이 영화배우 생활을 하면서 가장 하고 싶은 배역이 아이언맨의 토니 스타크였다고 할 정도였다. 그러나 크루즈는 토니 스타크의 이미지와 전혀 맞지 않아 부적합 판정을 받았으며 토니 스타크 역은 로버트 다우니 주니어가 담당하게 되었다.

## 개봉

#### 북아메리카
개봉 첫 주, 미국과 캐나다에서만 영화 《아이언 맨》은 $98,618,668의 수입을 올렸으며, 박스오피스 1위를 차지했다. 개봉관 개수는 4천 105 개였다. 첫 주 수입으로는, 사상 10번째로 컸으며, 개봉관 개수로는 사상 9번째로 많았다. 또한 2008년 한 해 중 개봉 첫 주 수입으로서 가장 컸다. 개봉 첫 날에만 3백 52만 달러를 벌어들였는데, 이것은 개봉 첫 날 수입으로서 사상 13번째였다.

#### 대한민국
2008년 4월 30일 개봉하였다.